# Sylvie Lubamba
Renée Sylvie Lubamba (Firenze, 29 febbraio 1972) è una showgirl, attrice ed ex modella italiana.

## Biografia
È nata a Firenze da genitori congolesi originari di Kinshasa, a loro volta figli della media borghesia francofona. Dopo la maturità all'ITC dei padri Scolopi - Scuole Pie Fiorentine, è stata indossatrice. Nel 1992 è stata eletta Miss Toscana, ed ha acquisito così il diritto di partecipare a Miss Italia, diventando la prima concorrente di colore al concorso, venendo però poi squalificata per aver posato nuda in un servizio fotografico. Nel 1998, dopo alcune apparizioni in spot pubblicitari (Kimbo Caffè), ha iniziato la carriera televisiva nel programma Guida al campionato condotto da Alberto Brandi. Nel 2004 ha avuto il suo momento di maggior successo come soubrette del programma Markette condotto da Piero Chiambretti su LA7. Nel 2005 ha partecipato a un reality show, La Talpa, e al programma Lucignolo in veste di inviata.
Nel gennaio 2006 è stata condannata dal tribunale di Grosseto a cinque mesi e venti giorni per uso improprio di carte di credito. Nel marzo del 2008 ha patteggiato una pena di 6 mesi e 10 giorni davanti al gup del tribunale di Tempio Pausania per aver pagato una vacanza in Costa Smeralda con carte di credito rubate. Il 7 agosto 2014 è stata arrestata per i medesimi reati. Il 2 aprile 2015 è stata fra i detenuti ai quali papa Francesco ha lavato i piedi durante la Messa in Coena Domini celebrata nel carcere di Rebibbia. Il 25 dicembre 2017 è tornata in libertà dopo aver scontato 3 anni e 4 mesi di carcere.
Dopo il suo rilascio dal carcere, nel 2018 ha iniziato ad apparire come opinionista nei programmi condotti da Barbara D'Urso e in onda su Canale 5 (tra cui Pomeriggio Cinque e Domenica Live) e ha condotto sull'emittente piemontese GRP il talk show Noi Donne. Altro motivo di ribalta negli anni recenti sono state le sue cattive condizioni economiche, tali da spingerla a richiedere il reddito di cittadinanza e a fare domanda per un alloggio popolare a Milano.
Dal 2019 è opinionista e commentatrice su Io Spio Magazine - Tutto settimanale nella rubrica La Poliziotta e la Galeotta. Dal 16 dicembre 2020 è conduttrice radiofonica per RadioForMusic col programma Regine di Cuori. Dal 1º marzo 2021 è conduttrice televisiva per Odeon 24 col programma Il Caffè degli Artisti in onda ogni martedì sera.
Nel giugno del 2025 fonda, con Gabriel Corasaniti, la sezione milanese del movimento di Roberto Vannacci.

## Filmografia

### Cinema
- Ivo il tardivo, regia di Alessandro Benvenuti (1995)
- Chiavi in mano, regia di Mariano Laurenti (1996)
- Finalmente soli, regia di Umberto Marino (1997)
- Figli di Annibale, regia di Davide Ferrario (1998)
- Fughe da fermo, regia di Edoardo Nesi (2001)
- Ridere fino a volare, regia di Adamo Antonacci e Fabio Bianchini (2012)

### Pubblicità
- Kimbo Caffè (1998)

## Programmi televisivi
- Guida al campionato (Italia 1, 1997)
- Markette - Tutto fa brodo in TV (LA7, 2004-2008) Valletta
- La Talpa (Italia 1, 2005) Concorrente
- Lucignolo (Italia 1, 2005) Inviata
- Domenica Live (Canale 5, 2018-2020) Opinionista
- Pomeriggio Cinque (Canale 5, 2018-2021) Opinionista
- Noi Donne (GRP, dal 2020)
- Volami nel cuore (Canale Italia, dal 2021)
- Brave ragazze (Bom Channel, dal 2023)
- Striscia la notizia (Canale 5, dal 2024)

## Opere
- Sylvie Lubamba, Pee Gee Daniel e con la prefazione di Michele Cucuzza, Lubamba. La mia libertà oltre lo sbaglio e le sbarre, Pathos Edizioni, 2021.